# John Augustus Roebling
Pour les articles homonymes, voir Roebling.
John Augustus Roebling (Johann August Röbling), né le 12 juin 1806 à Mühlhausen et mort le 22 juillet 1869 à New York est un ingénieur des travaux publics américain de naissance allemande, connu pour ses ponts suspendus à des câbles d'acier, et notamment le pont de Brooklyn à New York.

## Biographie
Formé dans les écoles publiques de sa ville natale et à l'école polytechnique royale de Berlin, il étudie l'architecture et l'ingénierie, la construction de ponts, l'hydraulique, les langues et la philosophie — à Berlin, il suit notamment les cours du philosophe Hegel. Diplômé en 1826, Roebling quitte l'Allemagne, en 1831, avec son frère Karl pour fuir l'insécurité générale et l'oppression en Europe. Le 28 octobre 1831, les deux frères et une poignée de gens les accompagnant dans leur voyage acquièrent 1 582 acres (6,4 km2) de terres dans le comté de Butler en Pennsylvanie et créent la colonie de Saxonburg.
Son premier travail d'ingénieur sur le sol américain a été d'améliorer la navigation fluviale et de construire des canaux. Durant trois ans, il inspecte les lignes de chemin de fer traversant les monts Allegheny, d'Harrisburg à Pittsburgh pour l'État de Pennsylvanie. En 1841, dans son atelier de Saxonburg, il invente les câbles en acier qui sont la base de son succès commercial et qui seront utilisés dans tous ses plans de ponts. Ayant toujours été fasciné par l'idée de ponts suspendus, il a écrit sa thèse sur le sujet.
En 1844, Roebling remporte l'appel d’offre pour remplacer un aqueduc en bois à travers la rivière Allegheny. Son projet comporte sept arches de 163 pieds, chacun consistant en un tronc de bois supporté par un câble en acier de chaque côté. Que ce projet soit couronné de succès lui a été une grande satisfaction car de nombreux ingénieurs doutaient de la possibilité d'aqueduc suspendu.
En 1845, Roebling construit un pont suspendu sur la rivière Monongahela à Pittsburgh. En 1848, il entreprend la construction de quatre aqueducs suspendus sur le canal Delaware et Hudson (en). À la même époque, il emménage à  Trenton dans le New Jersey.
Son projet suivant porte sur un pont de chemin de fer reliant le New York Central et le Great Western Railway au Canada au-dessus de la rivière Niagara. Les travaux commencent en 1851 et durent quatre ans. L'ouvrage, long de 825 pieds, est soutenu par quatre câbles de dix pouces, supportant un tablier à double niveau : un pour les véhicules, l'autre pour le trafic ferroviaire.
Pendant la construction du pont du Niagara, Roebling entreprend un autre pont ferroviaire suspendu sur le Kentucky, pont d'une arche de 1 224 pieds. Mais alors que les tours de pierre sont achevées, les câbles et le matériel de la superstructure livrés, la compagnie de chemin de fer fait faillite et le pont ne sera jamais achevé.
En 1858, Roebling commence un autre pont suspendu à Pittsburgh, de 1 030 pieds de long, divisés en deux arches de 344 pieds et deux autres de 171.
Les débuts de la guerre de Sécession entravent son travail. En 1863, des travaux sur le pont suspendu de Cincinnati (Cincinnati-Covington Bridge) reprennent après une longue interruption due à des problèmes financiers. Le pont est achevé en 1867 et sera renommé ultérieurement John A. Roebling Suspension Bridge (en) en son honneur.
En 1867, Roebling fait les plans du pont de Brooklyn sur l'East River à New York. Alors qu'il supervise la construction de celui-ci, un ferry lui écrase le pied. Une fois ses orteils blessés amputés, il a refusé tout traitement médical autre que l’hydrothérapie. Son état s’est détérioré, et il est mort, 24 jours plus tard, du tétanos, chez son fils, rue Hicks, à Brooklyn Heights.
Son fils Washington Roebling continue son œuvre, et son arrière-petit-fils Donald Roebling (en) a été un philanthrope et un inventeur réputé.

## Réalisations
- 1844 : Allegheny Aqueduct Bridge (en) Pittsburgh, Pennsylvanie
- 1846 : Smithfield Street Bridge (en) Pittsburgh, Pennsylvanie
- 1848 : Lackawaxen Aqueduct (en)
- 1849 : Roebling's Delaware Aqueduct (en)
- 1850 : High Falls Aqueduct
- 1850 : Neversink Aqueduct
- 1854 : pont suspendu des chutes du Niagara
- 1859 : Allegheopy Bridge (en)
- 1867 : John A. Roebling Suspension Bridge (en)
- 1883 : pont de Brooklyn, New York

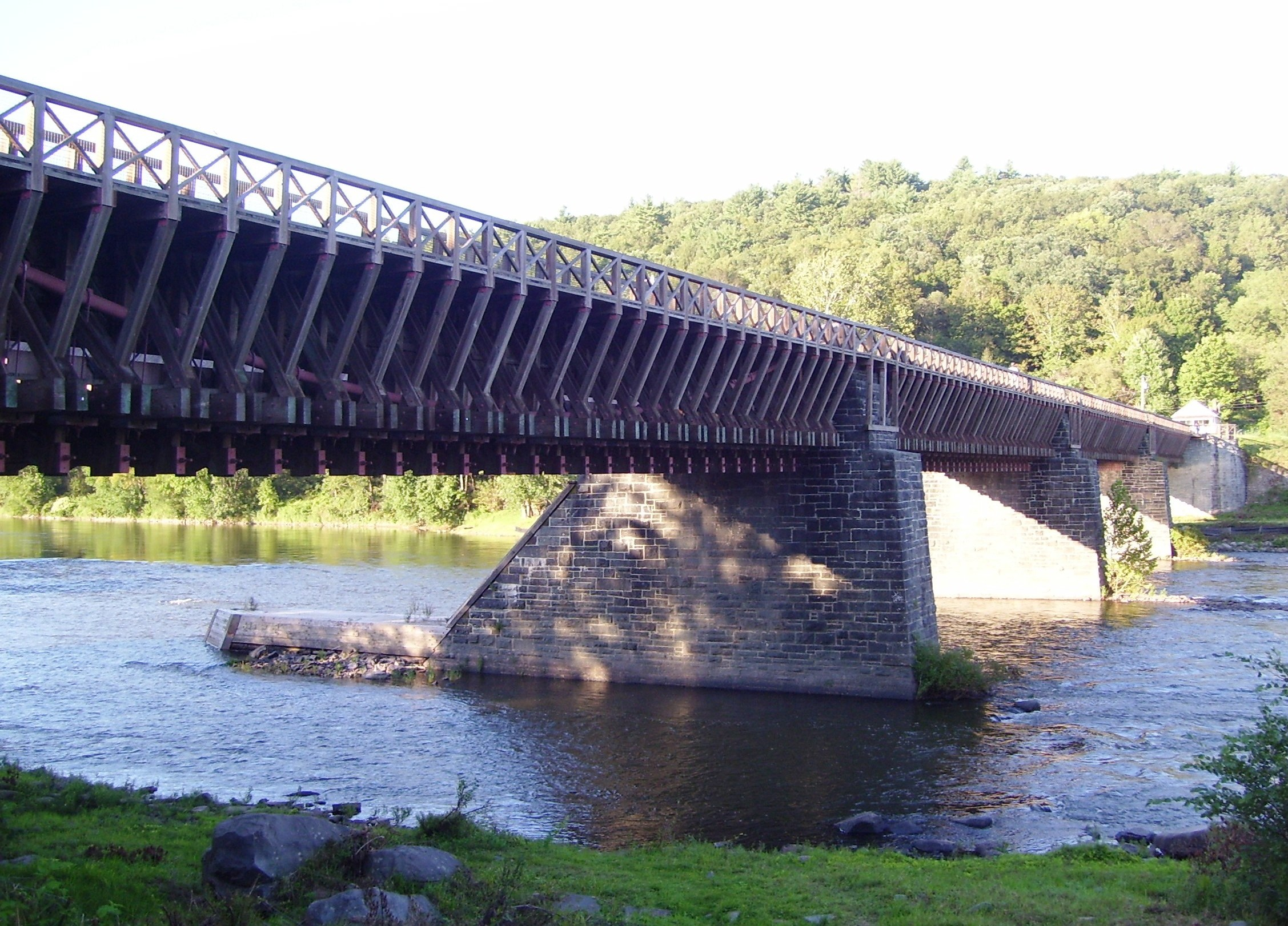
Roebling's Delaware Aqueduct (en)
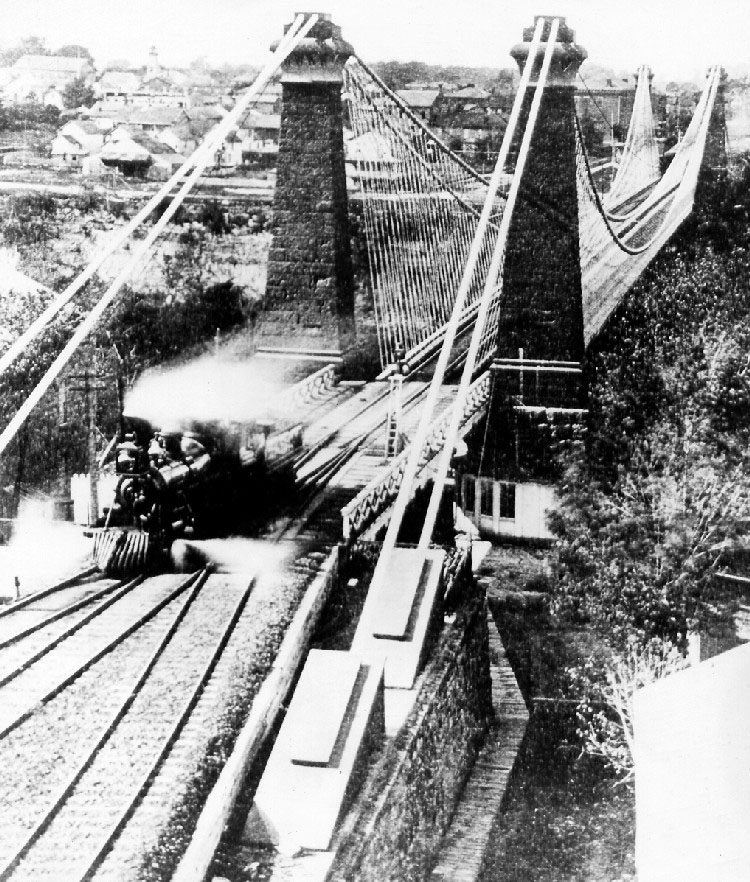
Pont suspendu des chutes du Niagara
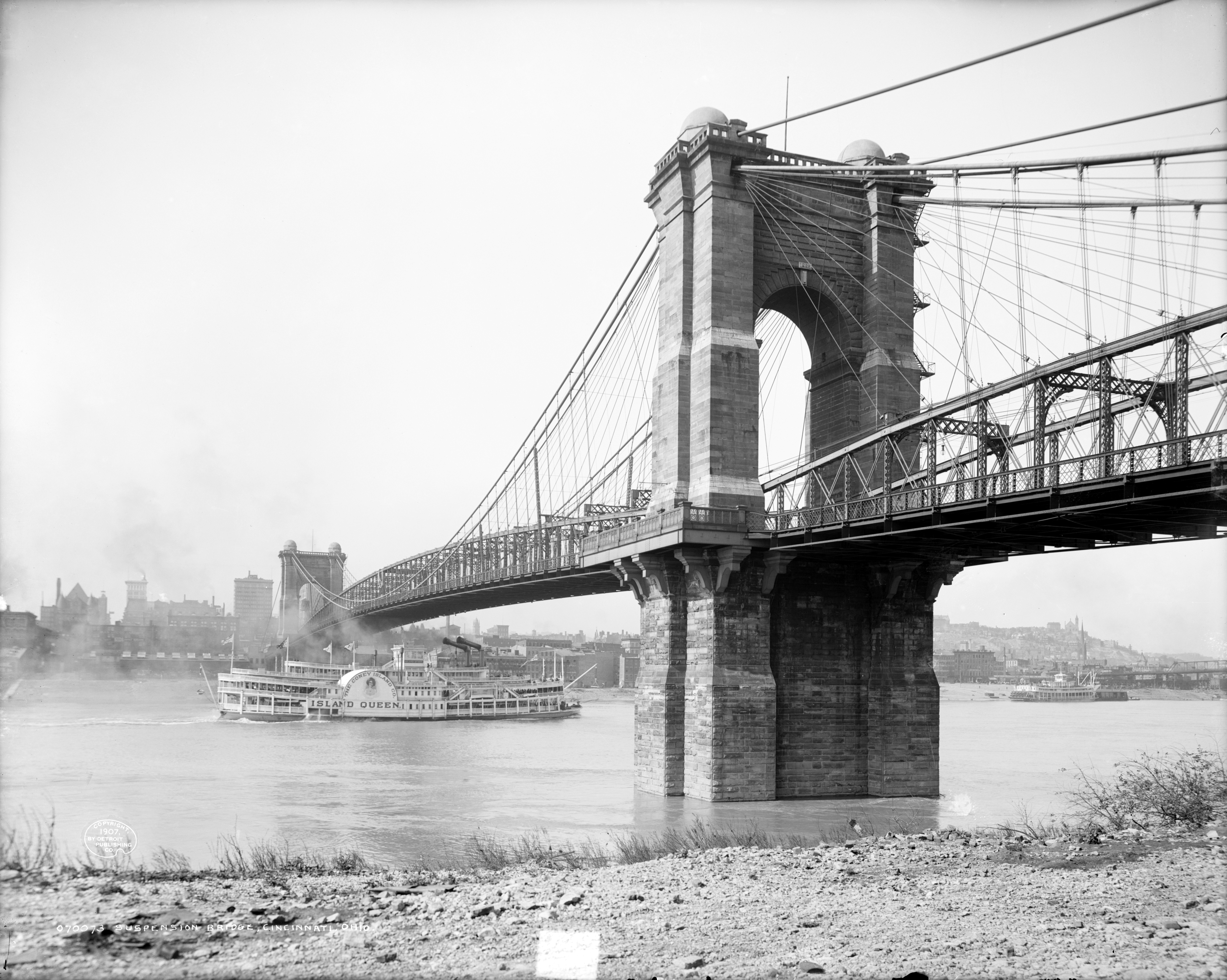
John A. Roebling Suspension Bridge (en), précurseur du pont de Brooklyn
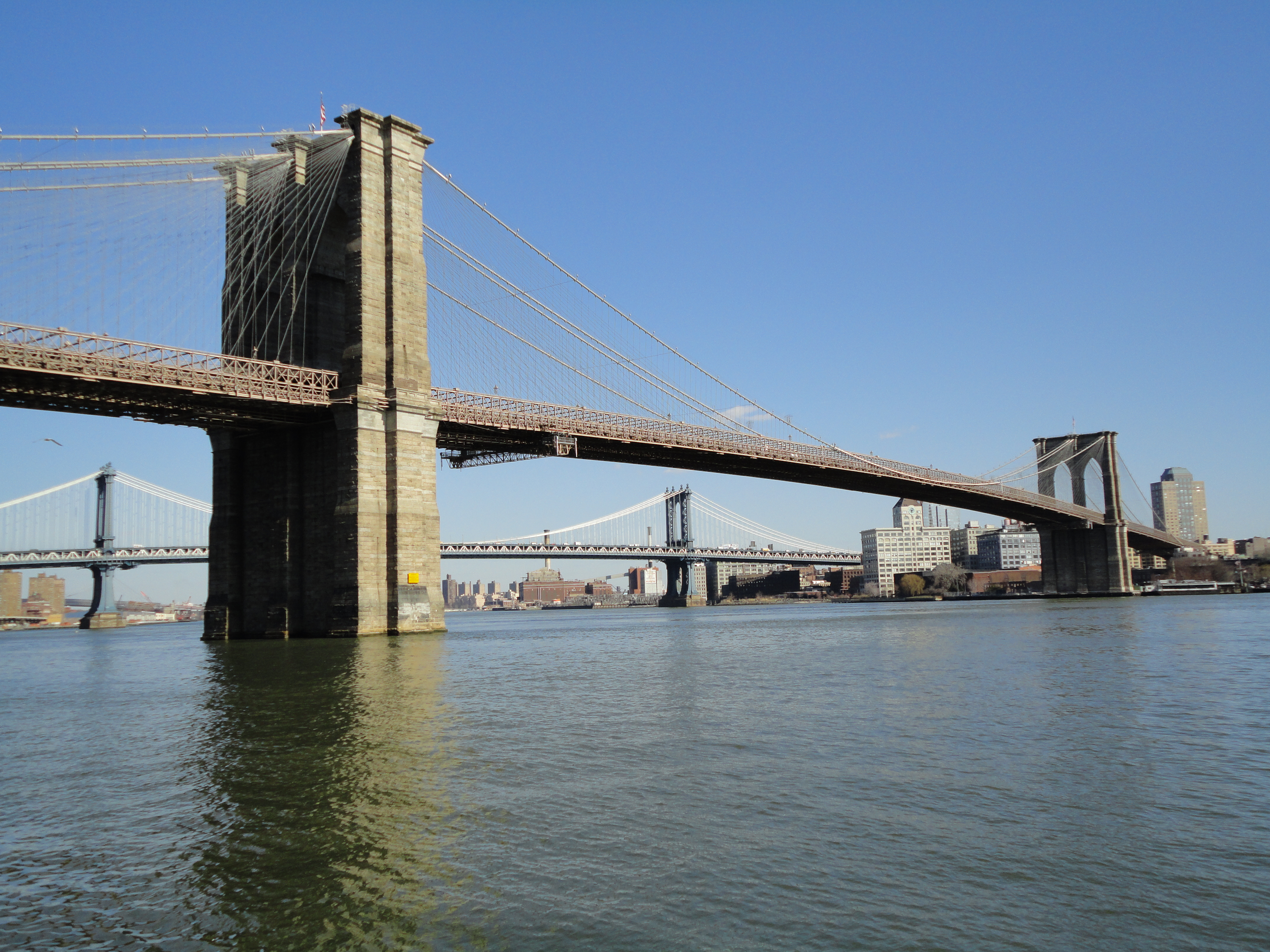
Pont de Brooklyn, New York

## Brevets
- United States Patent and Trademark Office, Apparatus for passing suspension-wires for bridges across rivers, etc., US Patent no 4945, donnée à J. A. Roebling, de Pittsburgh, Pennsylvanie, le 27 janvier 1847